# Suzuki GSX-R400
La Suzuki GSX-R400 (chiamata anche GSX R 400 o GSX-R 400) è una motocicletta sportiva prodotta dalla casa motociclistica giapponese Suzuki dal 1984 fino al 1996.

## Profilo e contesto
Fu il primo modello della gamma GSX-R realizzato dalla Suzuki, come evoluzione in stile "race replica" della serie sport touring GSX. Durante il corso della sua carriera la GSX-R400 è stata continuamente evoluta, aggiornata e successivamente sono stati introdotti diversi modelli e varianti.
Tutte le GSX-R400 erano alimentate da motori aspirati a carburatori a quattro tempi e con architettura a quattro cilindri in linea dalla cilindrata di 398 cm³, con quattro valvole per cilindro per un totale di 16 e con testata avente doppio albero a camme in testa con sistema TSCC (Twin Swirl Combustion Chambers). Sebbene tutti i motori fossero raffreddati a liquido, alcuni modelli erano raffreddati ad aria e olio. Suzuki, durante il ciclo di produzione, ha più volte cambiato la tipologia strutturale del telaio della GSX-R400, con diverse soluzioni tecniche come quelle a doppia trave e a doppia culla, sebbene fossero sempre costruite esclusivamente in alluminio.

## Storia

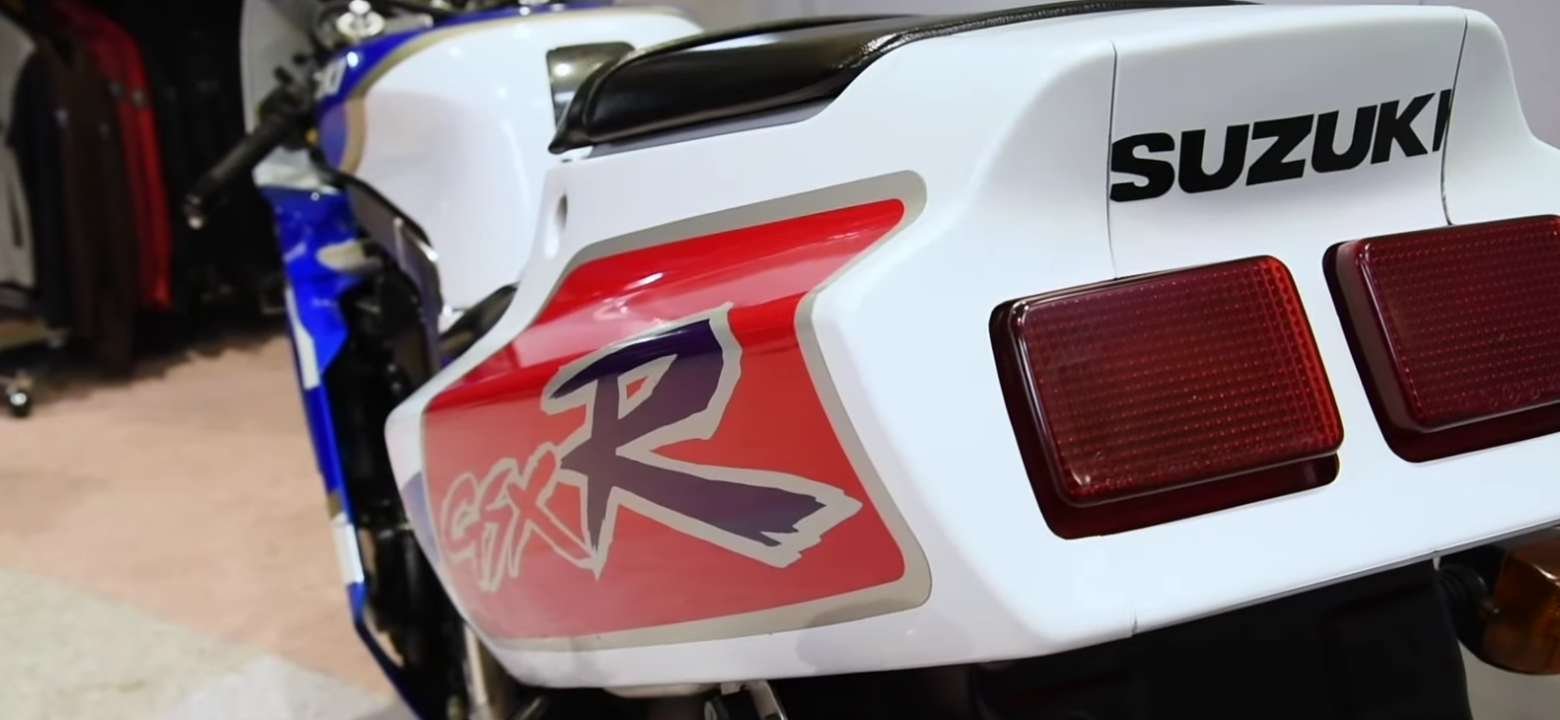
Dettaglio faro posteriore

La GSX-R400 fu lanciata ufficialmente nel 1984 in Giappone; questa prima versione erogava una potenza di circa 59 CV (44 kW).
Nel 1985 fu aggiunto l'indicatore del livello del carburante.
La moto fu quasi interamente riprogettata nel 1986. Il rapporto peso/potenza fu aumentato a 0,39 CV/kg grazie al nuovo telaio più leggero e al passo più corto. I modelli 1986 e 1987 utilizzarono motori leggermente diversi rispetto a quelli dei modelli d'esordio. Il sistema di raffreddamento a liquido venne abbandonato in favore di quello "SATCS" (acronimo di Suzuki Advanced Three-way Cooling System ovvero sistema di raffreddamento avanzato a tre vie Suzuki) che utilizzava contemporaneamente acqua, aria e olio per refrigerare il motore. Fu introdotto anche un nuovo fanale anteriore singolo di forma quadrata; quest'ultimo però l'anno successivo venne modificato e vennero reintrodotti gli originali doppi fari circolari.
Sempre nel 1987, vennero introdotte nuove ruote, le pinze dei freni dorate, una nuova livrea e un nuovo scarico.
Nel 1988 debuttarono nuove carenature, un nuovo telaio in alluminio che ne aumentò il peso e un interasse accorciato per rendere la moto più stabile e maneggevole. Questo modello introdusse anche nuovi carburatori, silenziatori in acciaio inossidabile lucidato, radiatore curvo, pinze dei freni anteriori Tokico a 4 pistoncini e un parafango posteriore. Il nuovo scarico 4 in 2 venne progettato per avere più coppia ai medi regimi. Nel 1988 fu introdotto un modello più sportivo (denominato SP) che si caratterizzava per non avere la pedana passeggero mentre gli ammortizzatori posteriori erano posizionati a vista sotto la sella.
Nel 1989 al nome del modello venne aggiunta la lettera "R", risultando GSX-R400R. Nel 1990 la moto venne sottoposta ad un importante aggiornamento tecnico, con nuove componenti tra cui forcelle steli rovesciati, nuovo telaio in alluminio a doppia culla e con un nuovo scarico 4 in 1, con la potenza che crebbe a 60 CV (45 kW). Nel 1993 la potenza venne ridotta a 53 CV (40 kW) a causa di una limitazione dovuta a una normativa entrata in vigore in Giappone. La produzione fu interrotta nel maggio 1996.

## Riepilogo versioni
|                          | (1984-1985)                                 | (1986-1987)                                 | (1988-1989)                                 | (1990-1992)                                 | (1993-1996)                                 |
| ------------------------ | ------------------------------------------- | ------------------------------------------- | ------------------------------------------- | ------------------------------------------- | ------------------------------------------- |
| Motore                   | 16 valvole DOHC trasversale a quattro tempi | 16 valvole DOHC trasversale a quattro tempi | 16 valvole DOHC trasversale a quattro tempi | 16 valvole DOHC trasversale a quattro tempi | 16 valvole DOHC trasversale a quattro tempi |
| Cilindrata               | 398 cm³                                     | 398 cm³                                     | 398 cm³                                     | 398 cm³                                     | 398 cm³                                     |
| Alesaggio x Corsa        | 53 mm × 45,2 mm                             | 53 mm × 45,2 mm                             | 56 mm × 40,4 mm                             | 56 mm × 40,4 mm                             | 56 mm × 40,4 mm                             |
| Rapporto di compressione | 11,5:1                                      | 11,5:1                                      | 11,8:1                                      | 11,8:1                                      | 11,8:1                                      |
| Potenza                  | 59 CV (44 kW) (dichiarato)                  | 59 CV (44 kW) (dichiarato)                  | 59 CV (44 kW) (dichiarato)                  | 60 CV (45 kW) (dichiarato)                  |                                             |
| Coppia                   |                                             |                                             |                                             | 38,4 N⋅m (dichiarato)                       |                                             |
| Scarico                  | 4 in 1                                      | 4 in 1                                      | 4 in 2                                      | 4 in 1                                      | 4 in 1                                      |
| Cambio                   | sequenziale a 6 marce                       | sequenziale a 6 marce                       | sequenziale a 6 marce                       | sequenziale a 6 marce                       | sequenziale a 6 marce                       |
| Velocità massima         |                                             |                                             |                                             | 127 mph (204 km/h)                          |                                             |
| Trasmissione finale      | Catena                                      | Catena                                      | Catena                                      | Catena                                      | Catena                                      |
| Peso a secco             |                                             |                                             |                                             | 167 kg                                      | 167 kg                                      |
| Telaio                   | Doppia culla in alluminio                   | Doppia trave in alluminio                   | Doppia trave in alluminio                   | Doppia culla in alluminio                   | Doppia culla in alluminio                   |